# キングダムけんた
キングダムけんた（キングダムけんた、本名：新井健、1968年1月16日 - ）は、日本のお笑い芸人。ギター漫談家でミュージシャン。寄席での出囃子は、男の勲章。
和歌山県出身、大阪市在住。東京演芸協会会員、和歌山芸能県人会会員。

## 経歴
和歌山県出身。小学校から高校2年迄、地元和歌山県で過ごし、お笑い芸人になる事を夢見て大阪へ出る。
昭和61年、コント師の杉あきらの舞台を観て、「この人の弟子になりたい」と思い、弟子入り志願をする。和歌山弁特有の「ざじずぜぞ」と「だじづでど」の区別がつかなかった事や、敬語を使った事が無かった為、付き人時代も度々師匠にタメ口を効き、その度に激怒されていた。
昭和62年に寝屋川祭りで初舞台。持ち時間15分のところ、ネタの構成も無茶苦茶で3分持たなかった。
平成元年同門の先輩、扇町周（おうぎまちしゅう）と漫才コンビファイヤーバードを結成。コンビ名の由来は、電車に乗っていた時たまたま車窓からファイヤーバードトランザムが駐車されているのを見て、そのまま思いつきで付けた名前だった。結成当初の芸名は、荒木けんた。荒木は師匠杉あきらの本名の苗字で、けんたは師匠が何故かそう呼ぶようになったからとの事である。赤や青、緑、黄色といった原色の上下のスーツを好んで着ていた。立ち位置は向かって右。デビュー当初はツッコミ担当していたが、相方が弄り甲斐のあるキャラクターだった為、相方を舞台で弄る事を覚え、それで相方に突っ込ませ、客席から笑いが起こった為、ボケ担当に変わった。活動期間は1989年～2002年。相方に借金があった為、漫才では食えない為、相方は芸能生活に終止符を打ち、廃業。
2016年からスパンキープロダクションに所属していたが現在は退所し、２０１８年１０月４日設立でキングダムミュージックエンターテイメントという個人事務所を経営している。代表を務めている。
漫才コンビ解散後は、タレント活動をやる傍ら、31歳の時にロックンロールバンド「KINGDOM」を結成。年間80〜100本近いライブを行う。4人編成のバンドで、ボーカル＆ギターを担当する。結成当初は横浜銀蝿のコピーバンドとして約一年、ミュージシャンとしてステージに立てるようになる為、日夜稽古に励んだ。中学生の頃から憧れだった横浜銀蝿の公認が欲しくて、何枚も自分達のライブ模様を収録したDVDを横浜銀蝿の事務所である嵐レコードに送り、KINGDOM結成3年後の2005年10月にようやく、公認を許可された。当時は名前をローマ字でkentaと表記していた。
THE CRAZY RIDER 横浜銀蝿 ROLLING SPECIAL（横浜銀蝿）のライブで前座も何度も務めている。当初歌声、ステージングが横浜銀蝿ボーカルの翔に瓜二つで、本人に間違えられる事も度々あった。
自主制作でオリジナル4曲入りアルバム「夢の切符を握りしめた男達」をリリース。
約14年の活動に終止符を打つ。バンド解散後、廃業するつもりでアルバイトしていたが、夢を諦め切れず、芸人の世界に戻る事を決意する。
2014年２月より、ギター漫談家に転向。ブルースやバラードのメロディーを弾きながら、私生活で起こる、あるあるを得意ネタとしている。髪型はリーゼントがトレードマーク。関西ではギター漫談というジャンルで活躍する芸人はただ1人である。
2015年2月東京演芸協会が主催する協会員以外でも出演可能な興行である多流寄席で、浅草東洋館初舞台。それをきっかけに東京演芸協会と縁を持つことになる。東京演芸協会が定席としている浅草フランス座東洋館には偶数月の下席（20日〜30日）の内、2日間出演している。
2016年12月、お江戸上野広小路亭初出演。
黒のstaffFordというエレアコを愛用している。
2016年10月1日、当時愛知県名古屋市を拠点に活動していたロカビリーバンドJohnnyJokersのリーダーであったジョニー中西（2022年8月逝去）から、「俺の知り合いで全日本爆走連合（通称　全爆連）という横浜銀蝿の私設応援団が居て、そこのチームのテーマソングを作って欲しいと頼まれた。その曲を是非けんたに歌って欲しい」と頼まれ、引き受ける。全爆ロックンロールというタイトルのストレートな80年代の暴走族を想像する曲のボーカルを担当。
5曲入りアルバム「全爆ロックンロール」はリリースと同時に完売するという快挙を成す。
2017年3月15日、第2弾アルバム「荒くれ爆走ナイト」を全国発売。
2020年3月、YouTubeチャンネル「キングダムスーパーチャンネル」を開設。
2022年3月より、上方落語家桂文福の紹介で国分家竹翁門下の国分家浅菊から、河内音頭のギター演奏を習い始め、2022年8月より盆踊りの櫓デビューを果たす。
2022年3月28日発売の週刊大衆「この人どエライ事になってます」に特集記事が紹介された。
現在は浅草東洋館にて、偶数月に東京演芸協会主催の「爆笑お笑い大行進」に出演。
天満天神繁昌亭にも色物枠で定期的に出演している。

## 出演歴

### TV
- おはよう朝日です（ABC）
- ワイドABCDE〜す（ABC）
- 純情学園 男組（ABC）
- グレートフィッシング（サンテレビ）他

### ドラマ
- ふたりっ子（NHK）
- なにわのべっぴん刑事お礼は見てのお帰り。（MBS）他

### ラジオ
- MBSヤングタウン（MBS）
- OBCブンブンリクエスト（OBC）
- ファイヤーバード只今参上（FM和歌山）
- ダウンタウンヒーロー（かつしかFM）

### 舞台
- 道頓堀浪花座
- ワッハ上方演芸ホール
- トリイホール 他

### NHK連続テレビ小説「ブギウギ」
- （2023年10月2日ー2024年3月29日放送）
- 第18週83話「あんたと一緒に生きるで」【 2024年1月29日放送】新聞記者役
- 第25週121話「ズキズキするわ」【2024年3月22日放送】オールスター男女歌合戦。白組出場歌手役。（モデル）【若原一郎】
- 第26週122話「世紀のうた　心のうた」回想シーン